# Balfour Castle

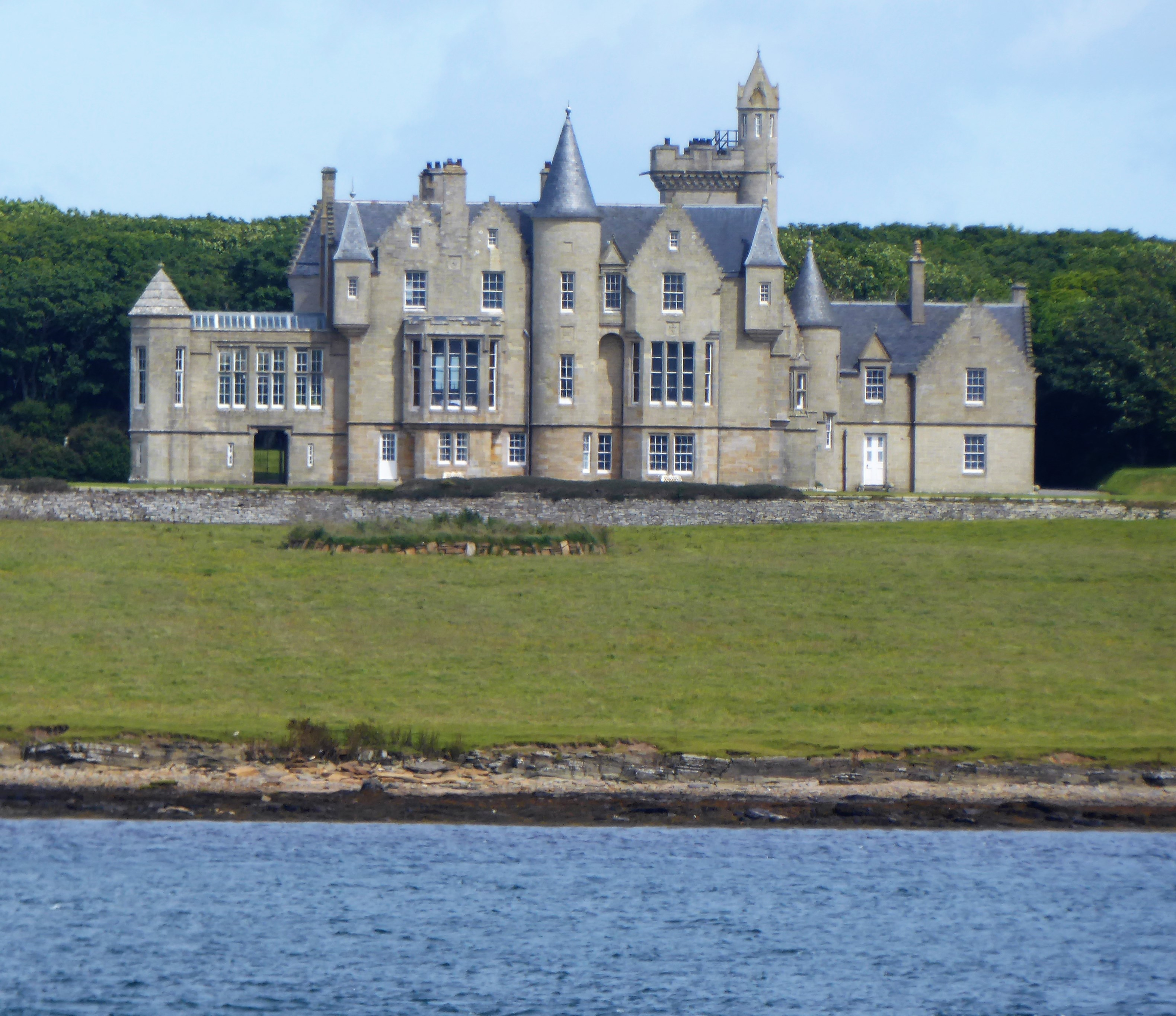
Balfour Castle in 2017

Balfour Castle is een kasteel in het dorp Balfour in het zuidwesten van het eiland Shapinsay, een van de Orkneyeilanden. Het werd in 1847 in opdracht van kolonel David Balfour gebouwd door een ouder landhuis uit te breiden, met de bedoeling er een jachtslot van te maken. Architect was David Bryce uit Edinburgh.
Het kasteel was van 1961 tot 2009 een hotel in eigendom van het echtpaar Zawadski; nadien werd het opnieuw in gebruik genomen als privéwoning. Balfour Castle is bijgevolg niet toegankelijk voor het publiek.

## Geschiedenis
Het oudste landhuis op deze locatie werd omstreeks 1620 gebouwd door kasteelheer Sir James Balfour, baron van Clanawley in Noord-Ierland, die een belangrijke rol speelde bij de volksplantingen in Ulster. De familie Balfour, oorspronkelijk uit het graafschap Fife, vergaarde haar rijkdom met mijnbouw en later met koloniale activiteiten in Brits-Indië.
In 1775 bouwde Thomas Balfour hier het huis Cliffdale. Dit buitenverblijf was voor de Balfours echter te klein om als permanente residentie te fungeren; zij breidden Cliffdale uit door het kasteel eromheen te bouwen.
Balfour Castle werd in een Italiaans geïnspireerde stijl opgetrokken. David Balfour en zijn vrouw Eleanor ondernamen een grand tour gedurende de drie jaar dat het kasteel gebouwd werd en brachten marmer en meubelstukken mee uit Italië om er hun slot mee te decoreren. Balfour was een graag geziene laird wegens zijn toeschietelijkheid, zijn inspanningen om de eilandbewoners werk te verschaffen en de relatief hoge lonen die hij betaalde. Naar aanleiding van zijn pensioen schonk de bevolking van Shapinsay hem een zilveren beker.
William, de laatste Balfour van Shapinsay, had geen kinderen en liet het landgoed na aan zijn minnares. In 1961 verkocht zij het gehele kasteel en zijn inhoud aan de Poolse kapitein Tadeusz Zawadski en diens Britse vrouw Catharine. Dit echtpaar maakte van Balfour Castle een hotel, dat gedurende zijn bestaan ’s werelds noordelijkste hotelkasteel was. In de ommuurde tuinen teelden ze traditionele groenten en fruit.
Catherine Zawadski verkocht het kasteel in 2009 aan de zakenman Christopher Harrison. Het is sedertdien niet meer toegankelijk en de website is statisch, met louter de vermelding dat Balfour Castle een privéwoning is.

## Beschrijving
Balfour Castle bevindt zich op een licht verhoogd terrein aan het gehucht Balfour, waar de veerboot vanuit Kirkwall aanlegt. Het landgoed grenst aan een van de weinige bossen in Orkney. Aan het begin van de oprit staat een poortgebouw waarin een pub ondergebracht was toen het kasteel nog als hotel dienstdeed. Aan de toegangsweg naar het kasteeldomein staan twee stenen zuilen waaraan vroeger een poort was bevestigd.
Het kasteel telt zeven torentjes, twaalf toegangsdeuren, tweeënvijftig kamers en driehonderd vijfenzestig ramen, wat respectievelijk overeenkomt met de dagen van de week, de maanden van het jaar, het aantal weken in een jaar en het aantal dagen in een jaar. De vroegere centrale traphal van het huis Cliffdale werd tot de achterste traphal van Balfour Castle omgebouwd. Het kasteel had onder andere een bibliotheek, een galerij met portretten van het geslacht Balfour, een kapel en een rookkamer. Boven de centrale voordeur hing het familiewapen van de Balfours, dat uit de twaalfde eeuw dateerde. Alle deuren in het kasteel zijn vervaardigd uit de verpakkingskisten waarin David en Eleanor Balfour in 1848 hun meubelen vanuit Italië transporteerden.
De formele tuinen van Balfour Castle zijn opgenomen in de Inventory of Gardens and Designed Landscapes in Scotland.

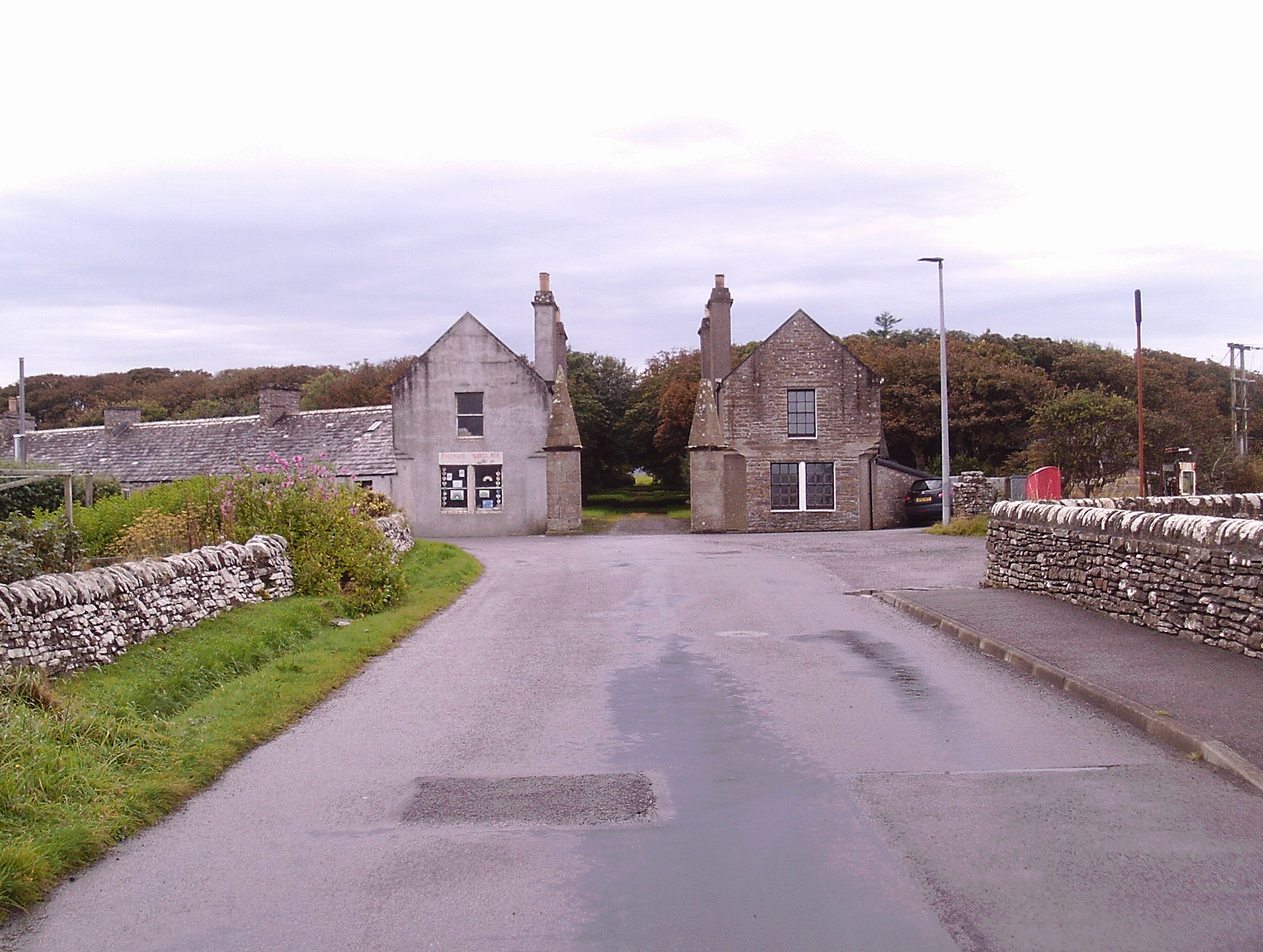
Vroegere toegangspoort naar het kasteeldomein
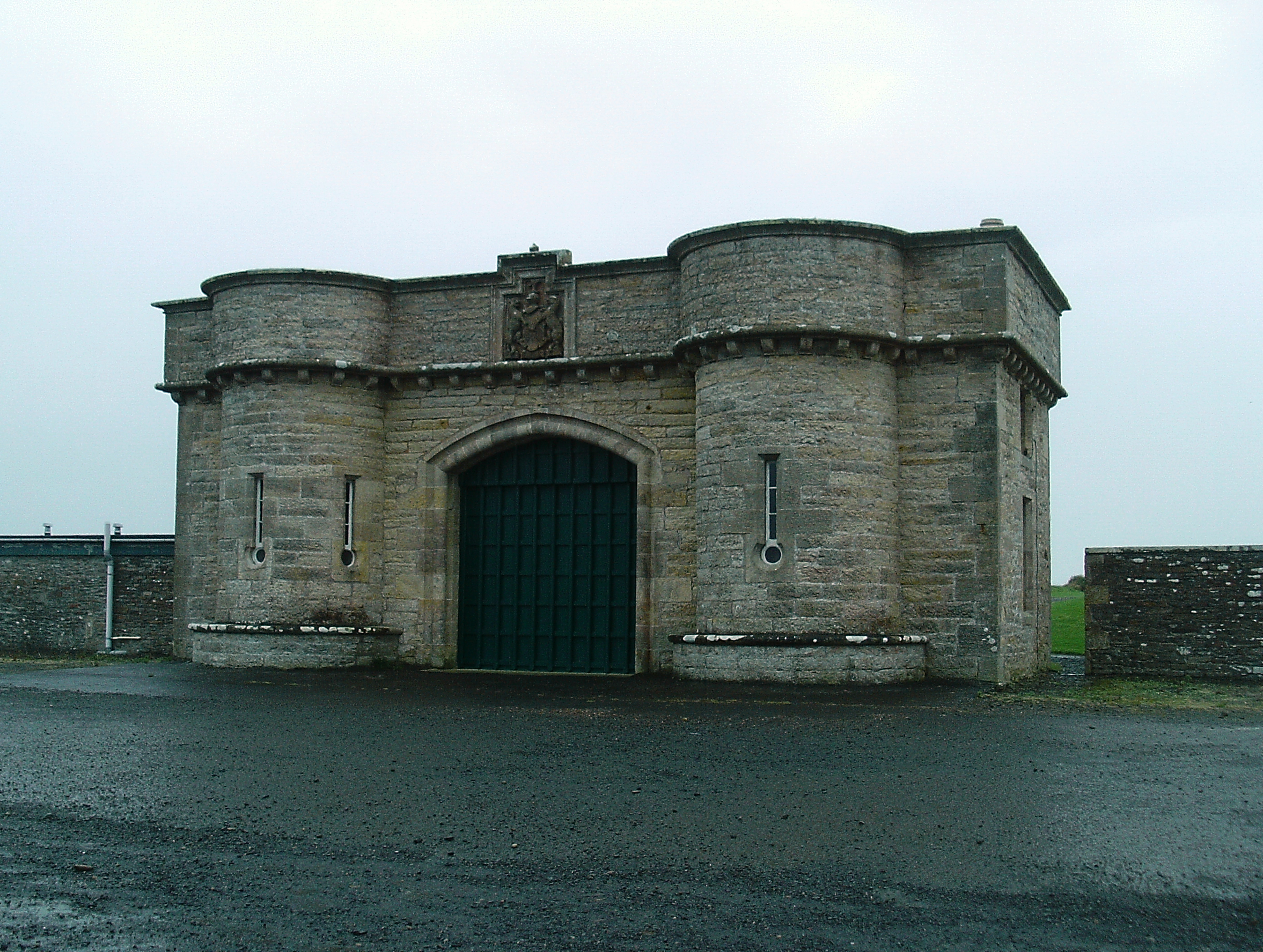
Het poorthuis
Een van de torentjes
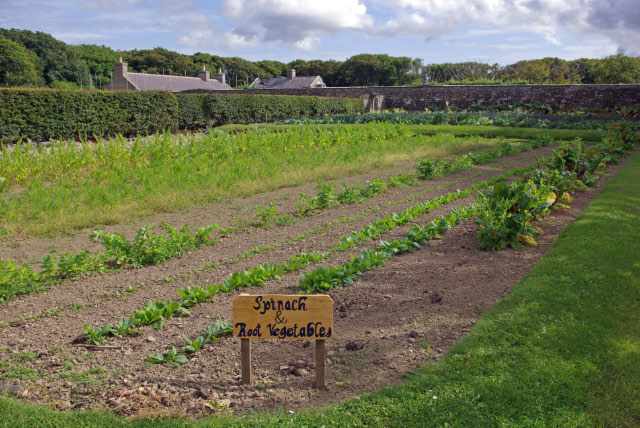
De moestuin
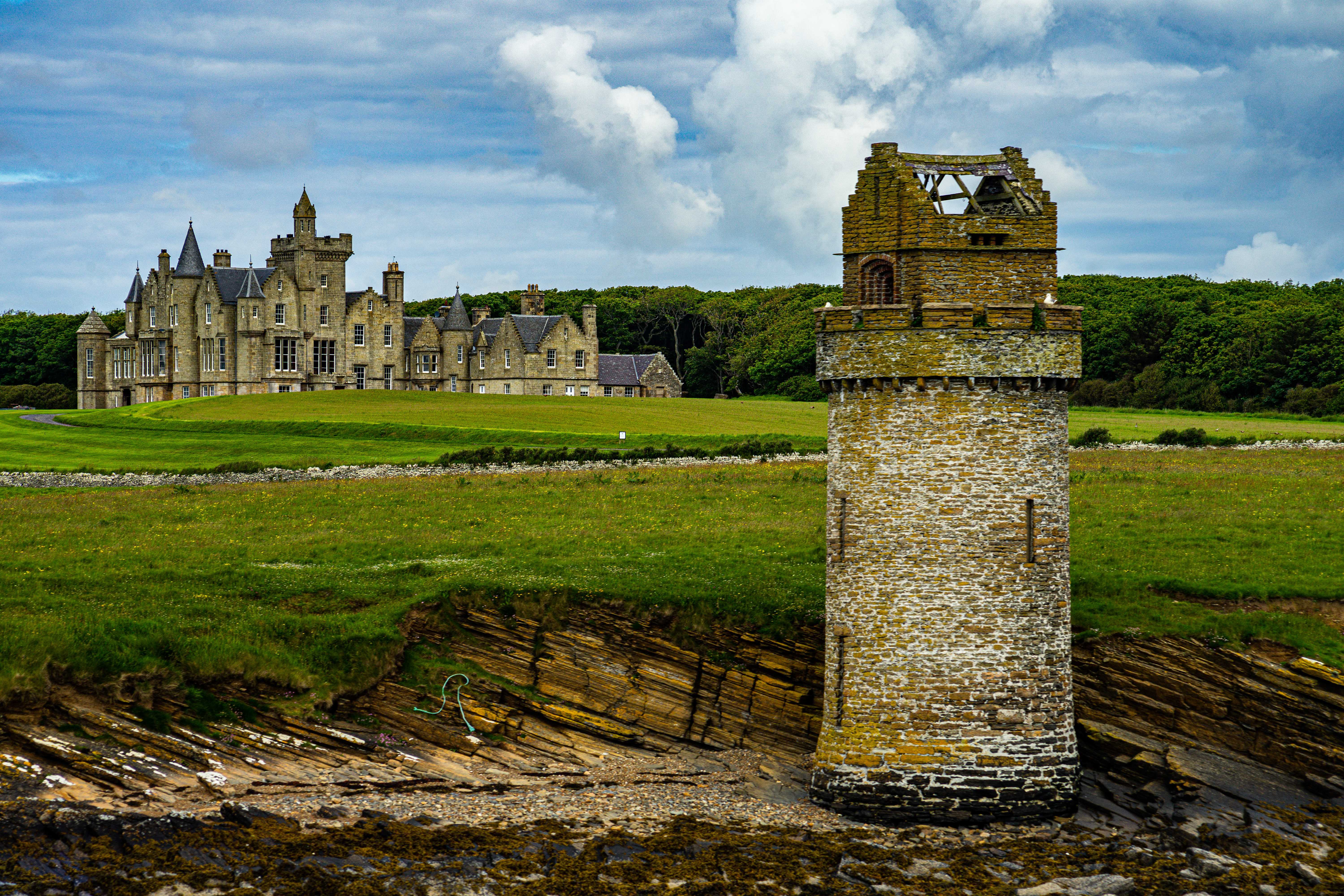
De duiventoren